# Roggalspitze
Roggalspitze – szczyt w paśmie Lechquellengebirge, części Północnych Alp Wapiennych. Leży w Austrii, w kraju związkowym Vorarlberg. Szczyt można zdobyć ze schroniska Ravensburger Hütte .